# 埃根博格城堡
埃根博格城堡，或譯艾根堡宮（德語：Schloss Eggenberg）是位於奧地利格拉茨的一處城堡建築群，是施泰爾馬克州最為著名的巴洛克式宮殿建築。城堡以其保存良好的裝飾、風景優美的花園而著稱，是奧地利最寶貴的文化資產之一，見證施泰爾馬克州曾經最強大的貴族埃根伯格家族的變遷。
埃根博格城堡位於格拉茨的埃根伯格區，遊客可以乘坐電車到達。宮殿的北方設有行星花園和古羅馬石雕以及新考古博物館的入口，宮殿內則展示包含行星廳(State Rooms)等，從中世紀到現代早期的大量繪畫、雕塑和其他的藝術作品，跨越共五個世紀的歐洲藝術史。

## 历史

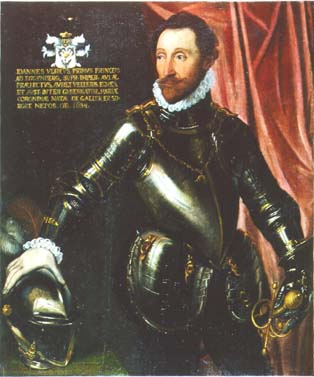
漢斯·烏利齊·馮·埃根伯格，埃根博格城堡的創建人

埃根博格城堡的歷史可追溯至中世紀晚期，而現存的主要建築則建設於17世紀，在1460年之前，神聖羅馬帝國皇帝腓特烈三世的金融家巴爾塔薩·埃根伯格在格拉茨西部購買了房產，該處隨後興建小型城堡，成為埃根伯格家族中固定的貴族住所。在隨後的幾年裡，城堡進行了建造和擴建工程，到了1470 年，埃根伯格家族在建築內建造了一個方形的哥特式小教堂，這座教堂後續成為巴爾塔薩的曾孫漢斯·烏利齊·馮·埃根伯格（1568年至1634年）建造新宮殿時的核心部份。
漢斯·烏利齊·馮·埃根伯格的領導能力超越了其堂兄魯普雷希特·馮·埃根伯格，作為一名出色的外交家和政治家，指導了皇帝斐迪南二世的外交政策 ，而漢斯的政治對手黎希留則是作為法蘭西國王路易十三的樞密院首席大臣身份鞏固中央集權，到了三十年戰爭期間，1526年匈牙利和波希米亞併入哈布斯堡，皇帝選擇維也納作為帝國的首都後，漢斯被任命為內奧地利的“州長”（總督）。作為斐迪南二世的私人知己，漢斯想要一個宏偉的住所，以代表他身為首相的新地位和權威。
1625 年，漢斯委託宮廷建築師喬瓦尼·彼得羅·德·波米斯在曾祖父原有城堡的基礎上規劃新宮殿，新建築的靈感來自在西班牙的埃斯科里亞爾修道院。作為建築師與畫家的身份，德波米斯在設計中將中世紀家族住宅的風格融入了新宮殿，德波米斯則親自監督建築建造的工作，直到他於 1631 年去世。堡壘設計者勞倫斯·範·德·賽佩（Laurenz van de Syppe）接任了他的職位，持續進行兩年的工作，直到這座建築的外觀結構於1635 年或 1636 年興建完成。室內裝飾的部分則在1641 年至 1646 年間在完工。

1666 年，漢斯的孫子約翰·塞弗里德·馮·埃根伯格約翰·塞弗里德·馮·埃根伯格開始按照巴洛克風格的宏偉形象對宮殿進行改建計畫，並於 1673 年使城堡再次成為人們關注的焦點，1673年，利奧波德一世與奧地利的克勞迪亞·費莉齊塔絲在此舉行婚禮。後在約翰的規劃下，鋼琴貴族間中大約 600 幅的天花板壁畫裝飾僅用了 7 年就完成了。漢斯·亞當·魏森基歇爾於1678 年開始埃根博格城堡的宮廷畫家。並在1684-85年間完成了房間，如行星室等的的壁畫和裝飾。
18世紀初，當埃根博格家族的男性成員血統全數滅絕後，城堡內的國事廳處於半空無人的狀態，為了迎合時代的品味，埃根博格家族最後一位公主的丈夫約翰·利奧波德·赫伯斯坦伯爵（Johann Leopold Herberstein Count Herberstein）下令對埃根博格城堡進行全面翻新。並在1754 年至 1762 年間的工程中加入如洛可可風格等現代化的設備和房間，19世紀的修復工程中，則將原為巴洛克式的花園完全轉變為英式庭園的園藝造景。
整個宮殿的建築群一直由埃根博格家族所所有，直到1939年第二次世界大戰前不久時，埃根博格城堡與花園一同被施泰爾馬克州收購，奧地利最古老的博物館约翰州立博物馆接管了宮殿和公園的管理。並在1950年代後進行了廣泛的修復工作，最後在1953年，埃根博格城堡與花園終於開放向公眾開放，成為至今施泰爾馬克州最為著名的歷史遺跡。2010年，作為格拉茨歷史城區的擴展部分，埃根博格城堡被列入世界文化遺產。

## 建築規劃
埃根博格城堡的建築保存極其完好，建築風格和內部裝飾體現了意大利文藝復興時代晚期以及巴洛克時期的影響，現今宮殿建築群的規劃，其中則歸因漢斯·烏利齊·馮·埃根伯格深受人文主義觀念的建築概念影響。其中在天文學、占星術和煉金術在當時視為是世俗王子教育的主要組成部分，這些元素皆納入了新建築的概念，希望以此構建一個有序、數學邏輯，被視為宇宙象徵的宮殿，建築師將天文地理及宇宙觀都獨具匠心地應用到城堡的設計之上。
埃根博格城堡建在一個長方形的平面上，其幾何中心由帶有哥特式教堂的塔樓構成。在城堡的四個邊角都是塔狀的，比建築物的其餘部分高一層半。這四個塔中的每一個都朝向四個主要方向之一，代表著四個季節和四種古典元素之意。內院則在橫翼的規劃下切割成長方形和兩個較小的庭院。周邊由三層柱廊環繞。另外在城堡周圍鋪設了一條帶有石橋，且寬闊的護城河。
日曆是“埃根博格城堡”的基礎元素，當時系統公曆改革是建宮時代的一大創新，因此從邏輯和數學上建設宮殿的葛局，也體現了曆法的所有價值。例如城堡設有的365扇窗戶，意味著一年有365天；城堡呈環狀排列的24間大廳，暗示著一天有24小時的時間；埃根博格城堡的對稱格局，也體現著白天和半夜的時間。至於埃根博格城堡的房間規劃則遵循嚴格的等級秩序所配置。如一樓的房間使用於埃根博格家族的日常生活，二樓設置為當時作為國事包辦的行星廳(State Rooms)等。

### 行星廳
作為宮殿最盛華的中心房間，行星廳在大廳的天花板和鏡子拱頂上則有漢斯·亞當·魏森基歇爾所繪製，代表七顆古典行星及其特性的七幅帶框油畫。
這些畫作同時代表七種煉金術金屬、一周中的 7 天、家庭的七大財產和家庭中最重要的七個成員等含義。而古典元素則顯示在各拱頂角中。窗戶之間的牆壁上掛著描繪黃道十二宮的大幅油畫，從而將十二個月作為主題，更有著埃根博格家族統治下黃金時代的強大象徵。

### 花園
埃根博格城堡的花園建造於建築完工後。在17世紀後期，花園以遵循嚴格細分的意大利花園的模式所完工，當時有花壇、植物區、噴泉、鳥舍和野雞花園，後來在約翰·利奧波德·赫伯斯坦伯爵的允許下重新塑造成一個法式花園，在1770年代，埃根博格花園便成為向格拉茨公眾開放的景點。
隨著啟蒙運動的到來和神聖羅馬帝國皇帝約瑟夫二世統治下的思想自由化，到了18世紀後，人們開始認為巴洛克式的花園其過於嚴格的規範限制及過時因素。促使約翰·利奧波德·赫伯斯坦伯爵於 1802年公園改建成風景如畫的英式庭園，除了保留原本筆直的入口外，還加入了蜿蜒小路、迷宮、噴泉等設施。20 世紀初期，人們對宮殿花園的興趣逐漸減弱，因此埃根博格城堡的花園不再僱用園丁。導致部分花園進而在各種改建工事中遭到拆除，其餘部分被雜草叢生。
1993 年，埃根博格城堡與奧地利聯邦文化遺產管理局( Bundesdenkmalamt ) 合作，進行花園保護項目，其目標是保護和重建花園，將當前花園遺跡中仍然存在的元素進行保護，並儘可能重建過往的樣貌。

## 入選世界遺產
2010年，聯合國教育科學文化組織世界遺產委員會第23次會議決定將其收入世界遺產名錄，編號第931號，認為其滿足以下兩個獲選條件：
1. 格拉茨歷史城區和埃根博格城堡反映了源自日耳曼地區、巴爾乾地區和地中海的藝術和建築運動，在幾個世紀以來一直是中歐地區的重要城市，來自不同地區的偉大建築及藝術家們，在此盡情展現其自身的創作才華，締造出令人驚艷的藝術成果。（文化遗产标准二）；
2. 格拉茨歷史城區和埃根伯格城堡是歷代時期建築風格和諧融合的傑出典範，城市和城堡的外貌忠實講述了它們所共同的歷史和在地文化發展的故事。（文化遗产标准四）；

## 圖片

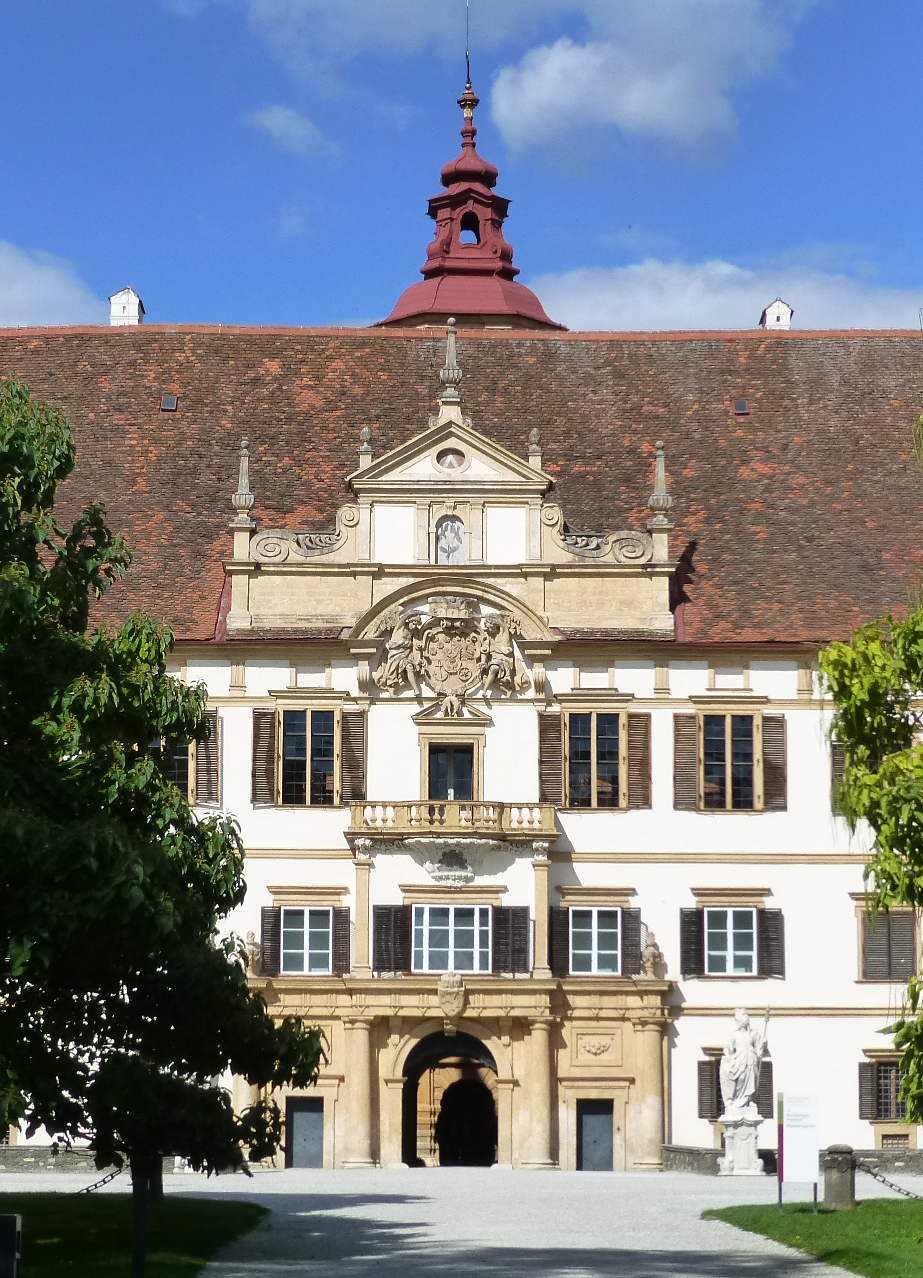
埃根博格城堡的遠景
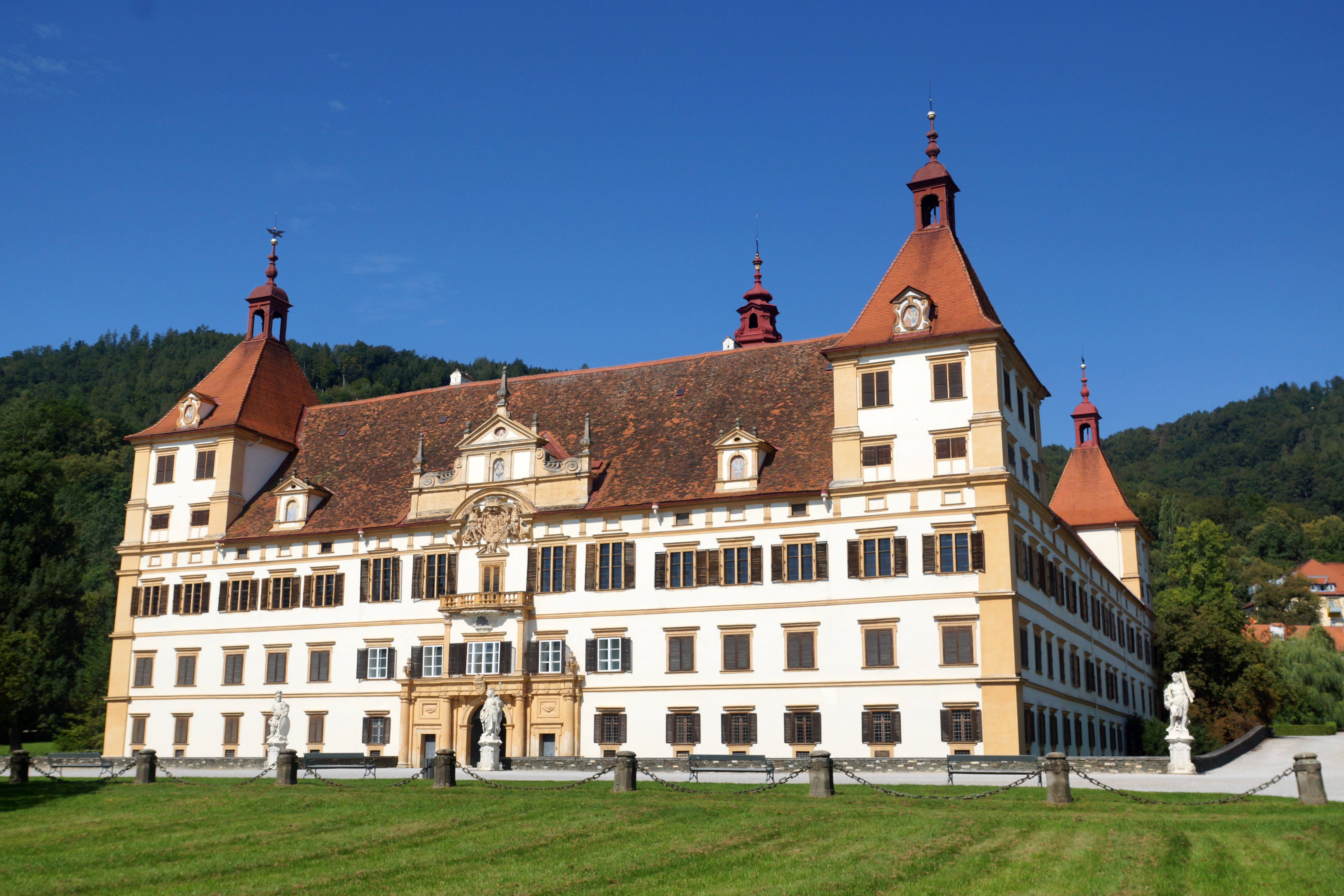
埃根博格城堡的外貌
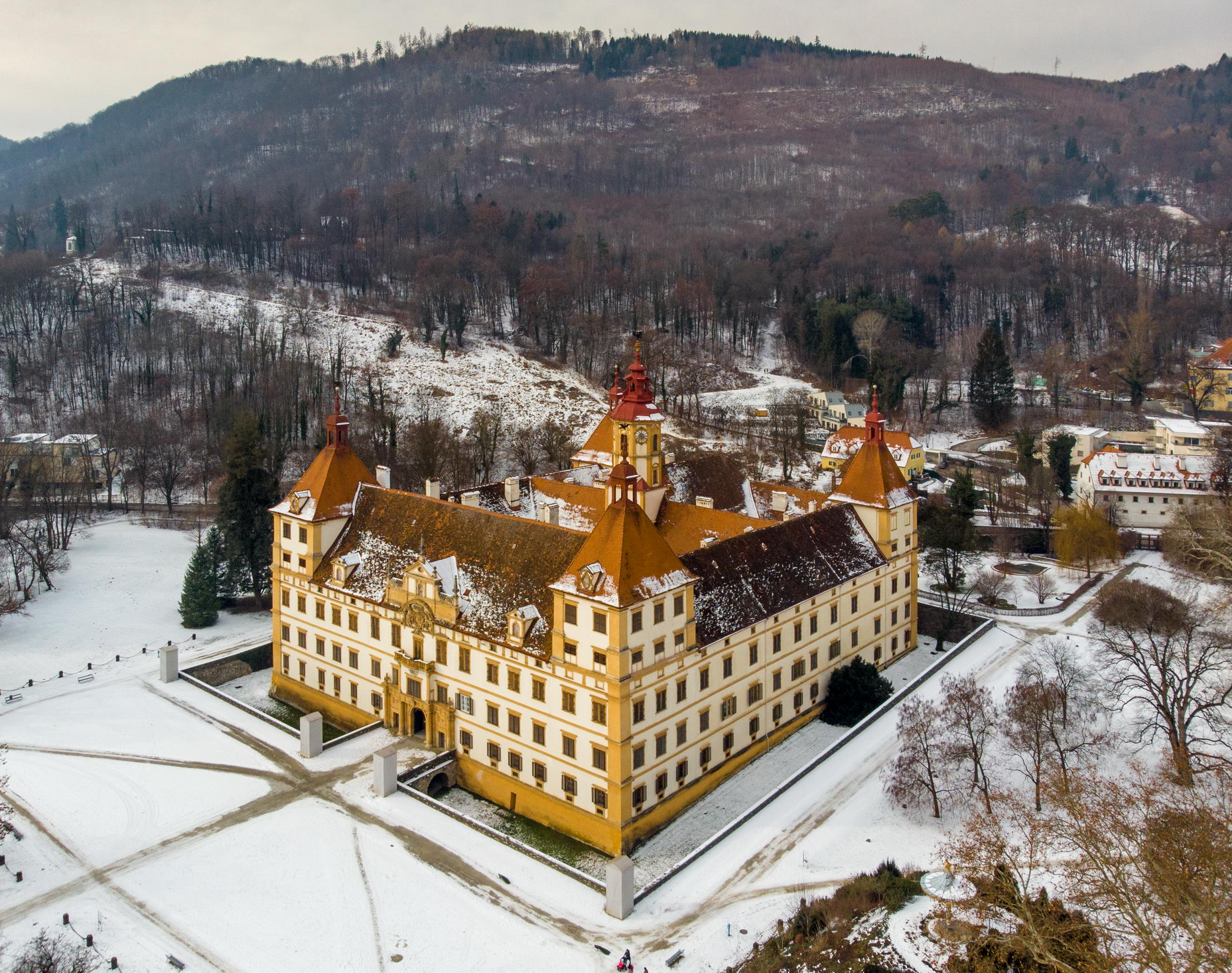
冬季的埃根博格城堡
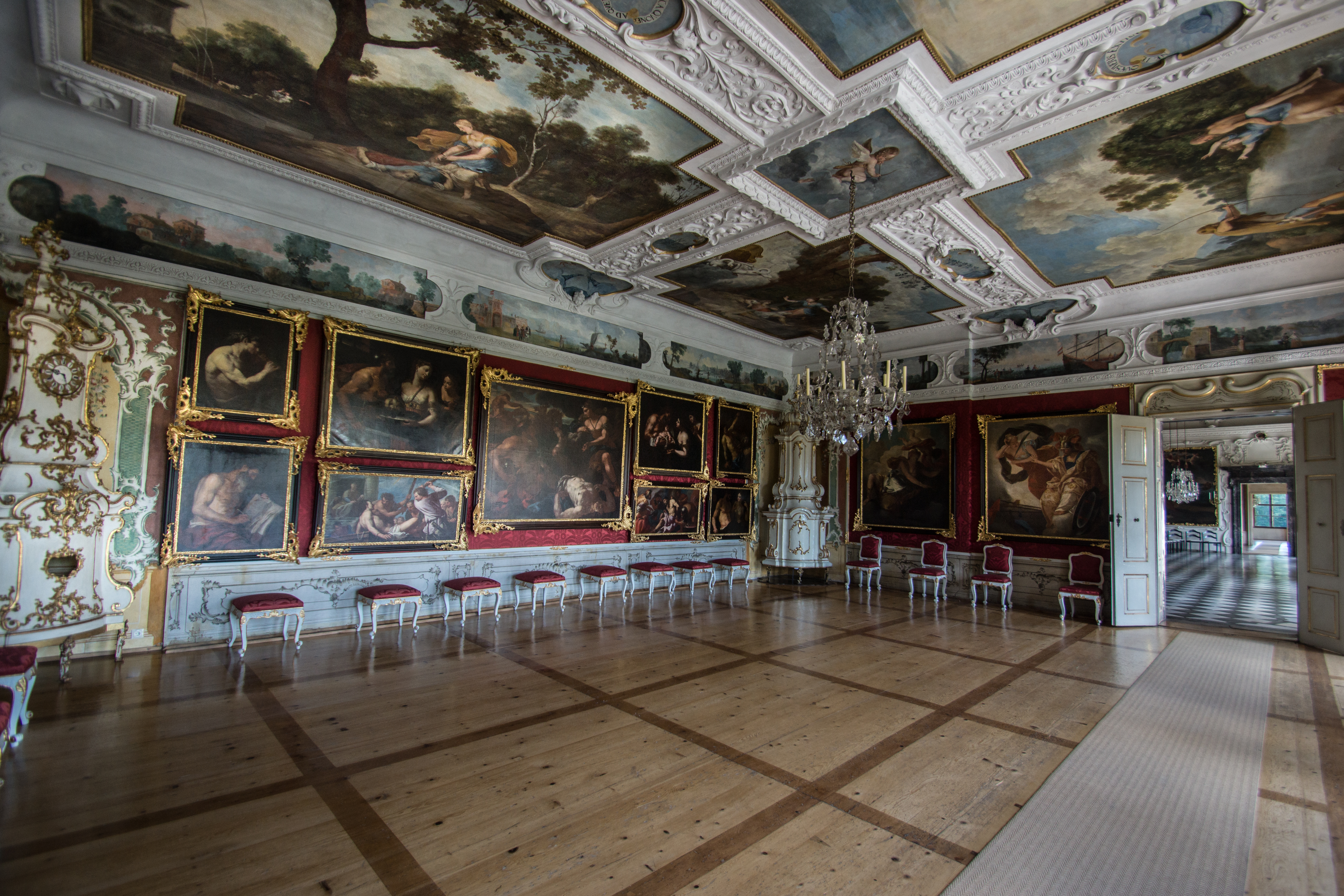
埃根博格城堡內部房間

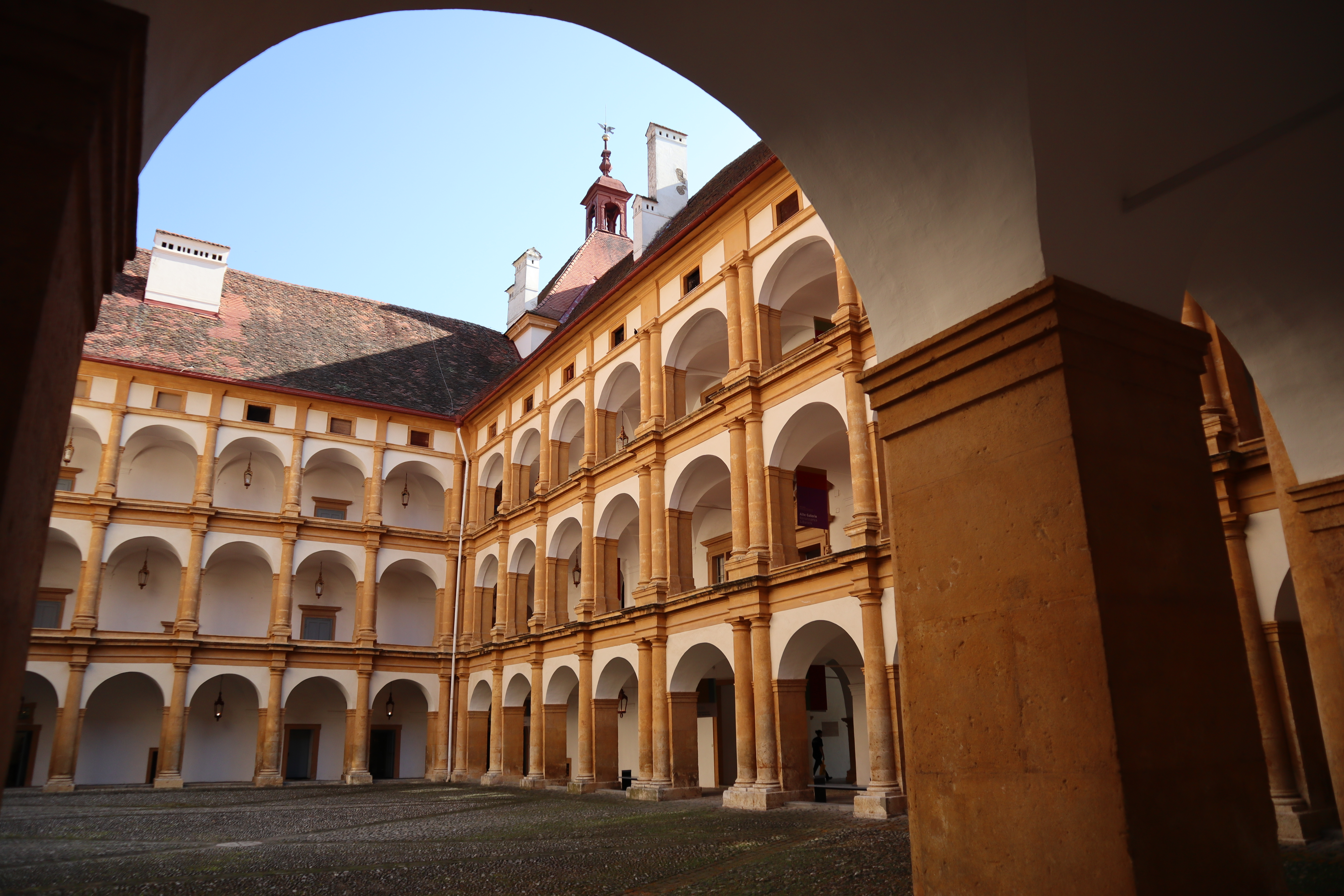
埃根博格城堡的內部拱門
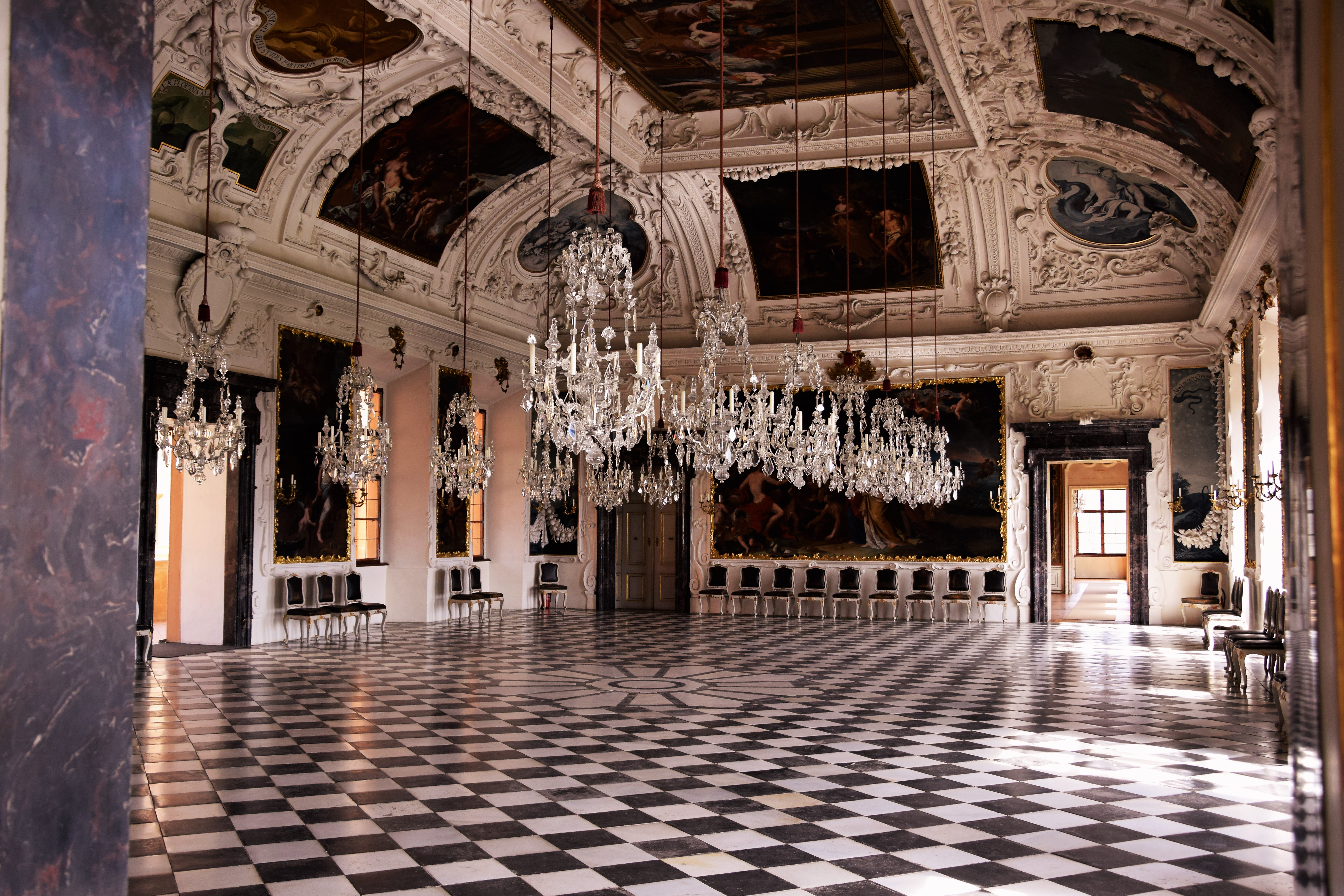
行星廳
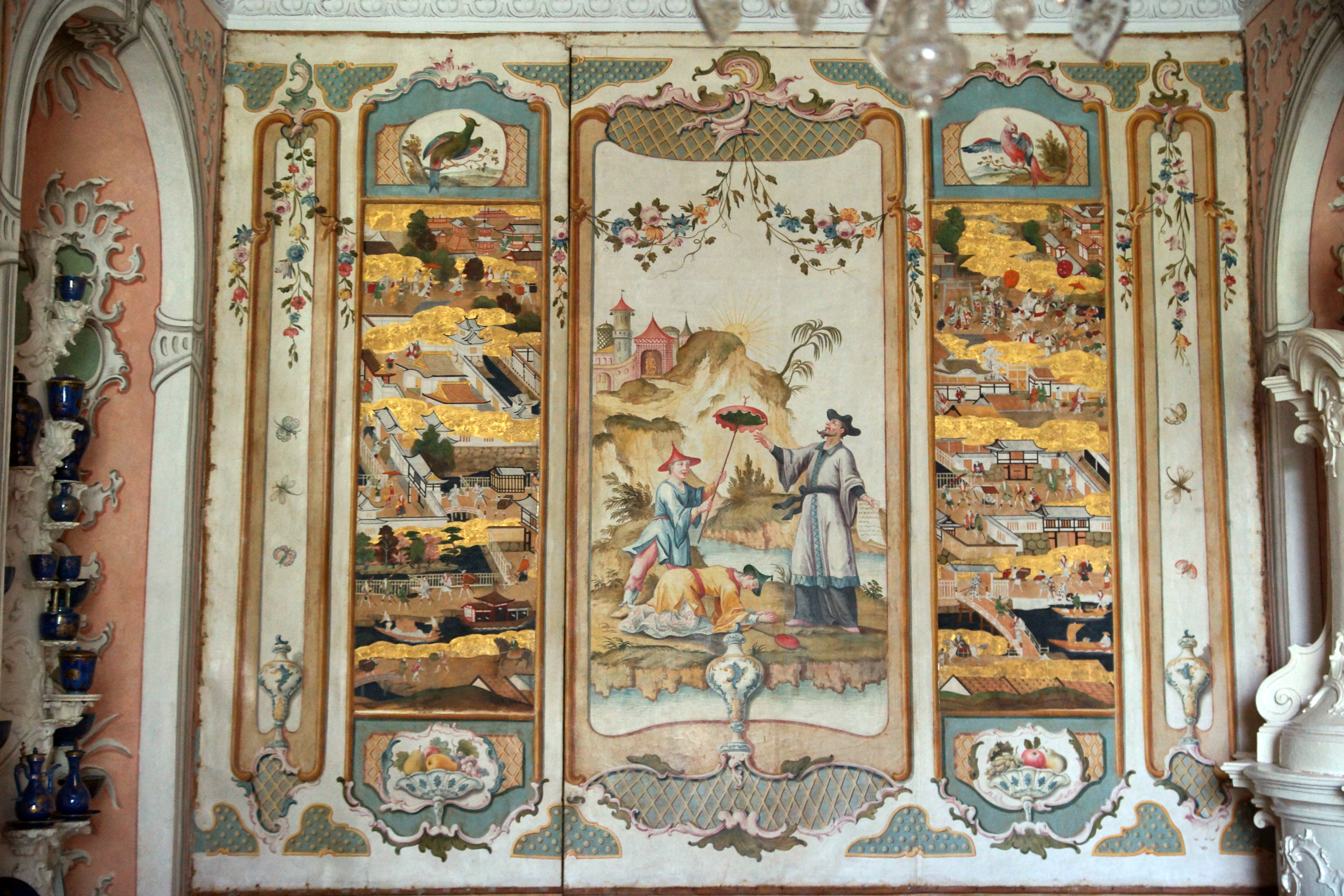
埃根博格城堡的豐臣時代大阪屏風
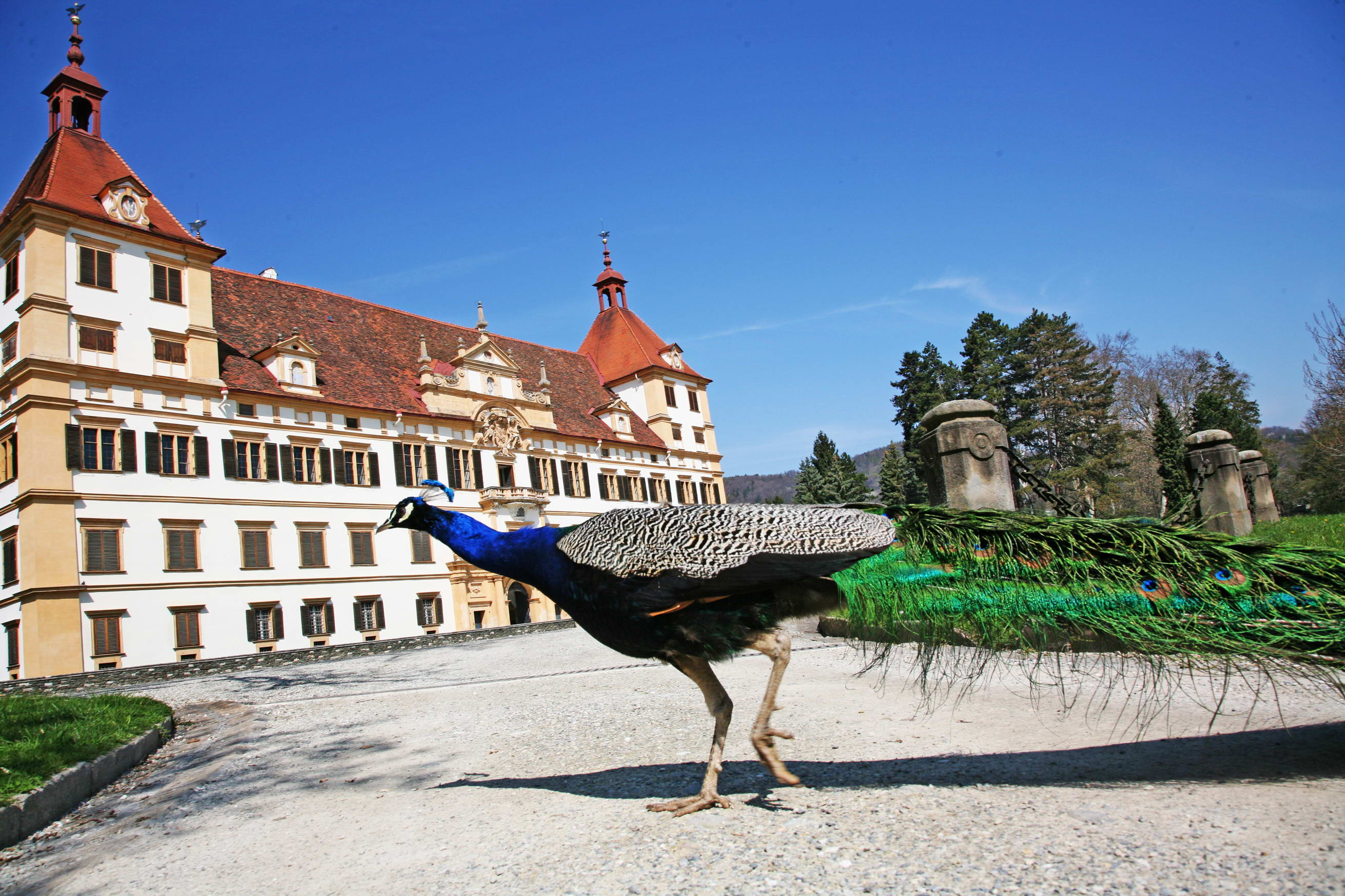
居住在埃根博格城堡的孔雀

## 外部連結
- The Joanneum – Schloss Eggenberg（页面存档备份，存于）
- Graztourismus （页面存档备份，存于）
- Kleine Zeitung
- CUSOON  （页面存档备份，存于）